# Остапенко, Фёдор Куприянович
Фёдор Куприянович Остапенко (род. 1929, Анновка, Дальневосточный край) — советский сельскохозяйственный деятель. Лауреат Государственной премии СССР за выдающиеся достижения в труде (1976).

## Биография
Родился в 1929 году в селе Анновка.
Член КПСС. В 1953—1991 годах — механизатор, звеньевой механизированного звена совхоза «Волковский» Благовещенского района Амурской области.
За выдающиеся достижения в получении высоких и устойчивых урожаев зерновых, масличных и картофеля на основе повышения культуры земледелия, эффективного использования достижений науки, техники и прогрессивных форм организации труда был в составе коллектива удостоен Государственной премии СССР за выдающиеся достижения в труде 1976 года.
Персональный пенсионер республиканского значения.
Жил в селе Волково Благовещенского района Амурской области.

## Награды
- Дважды Орден Трудового Красного Знамени;
- Орден Трудовой Славы II степени;
- Орден Трудовой Славы III степени;
- Государственная премия СССР (1976) — за выдающиеся достижения в труде.